# Potential
«Potential»  — щорічний кінофестиваль, який проводиться в Санкт-Петербурзі (Росія) в середині листопада. Уперше відбувся у 2012 році. Єдиний у своєму роді незалежний кінофестиваль короткометражних фільмів (НФКФ), де за підсумками конкурсу команда переможців отримує фінансування свого власного короткометражного фільму, допомогу в його зйомці і просування на фестивалі.

## Умови
- Взяти участь у фестивалі може будь-яка людина (18+)
- Досвід і освіта у сфері кіно і відео значення не мають
- Заявка складається з заповненої анкети та сценарної заявки
- Автори, чиї роботи були відібрані, повинні захистити проєкти й представити свої команди на пітчингу
- Команди, що пройшли пітчинг, отримують по 50 000 рублів на фінансування зйомки ролика і спеціальну знижку на оренду обладнання
- Церемонія закриття, показ роликів та нагородження переможців проходить в листопаді
- Команда-переможець отримує Сертифікат на відшкодування витрат по створенню короткометражного фільму в креативному агентстві «No Comments» (ТОВ «Медіа Лоджик») у розмірі 250 000 рублів, а також отримує професійну підтримку в просуванні фільму на міжнародні кінофестивалі. Команда, яка посіла друге місце, отримує сертифікат на оренду знімального обладнання, а команда, що зайняла третє місце, отримує приз від партнерів фестивалю.[3][4][5]

## Potential 2015
У 2015 році кінофестиваль короткометражного кіно Potential 2015 матиме незвичайний для Росії формат — це буде конкурс трейлерів. Подібний фестиваль проводитиметься вперше в Росії. Кожен учасник отримає повну розробку свого сценарію і трейлер, які допоможуть йому реалізувати свій проєкт у майбутньому.